# Ambasciata del Liechtenstein a Berna
L'ambasciata del Liechtenstein in Svizzera ha sede a Berna.

## Storia
Nel 1919 il Liechtenstein istituì una legazione a Berna, chiusa nel 1933 per motivi finanziari.
L'ambasciata nacque nel 1969 elevando a tale rango la legazione riaperta nel 1944. La sede si trovava nella Gerechtigkeitsgasse, ma nel 1972 il Principato acquistò e la stabilì in un immobile costruito negli anni '60 per una coppia benestante.
Quasi trent'anni dopo venne fatta domanda per un ampliamento dell'edificio, in modo da poter ospitare altre funzioni come conferenze stampa ed eventi informativi sul Liechtenstein.
I lavori sono durati dal maggio 2001 fino al maggio 2002.

## Elenco degli ambasciatori
| Nº | Nome                              | Periodo   | Note                     |
| -- | --------------------------------- | --------- | ------------------------ |
| 1º | Emil Beck                         | 1919-1933 | Come incaricato d'affari |
| 2º | Enrico Hartneid del Liechtenstein | 1944-1969 | Come incaricato d'affari |
| 2º | Enrico Hartneid del Liechtenstein | 1969-1989 | Come ambasciatore        |
| 3º | Nikolaus del Liechtenstein        | 1989-1996 | [ 3 ]                    |
| 4º | Wolfgang von und zu Liechtenstein | 1996-2001 | [ 3 ]                    |
| 5º | Stefan von und zu Liechtenstein   | 2001-2007 | [ 3 ]                    |
| 6º | Hubert Büchel                     | 2007-2013 | [ 3 ]                    |
| 7º | Doris Frick                       | Dal 2013  | [ 3 ]                    |